# Ikuko Yoda

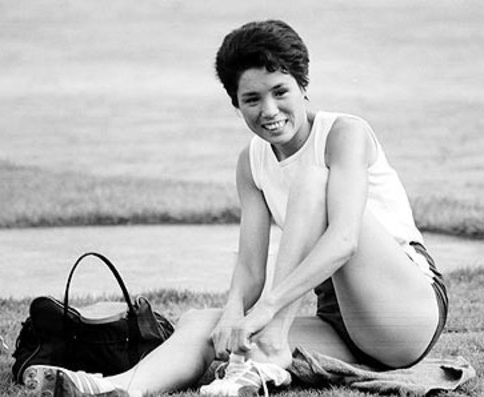
Ikuko Yoda bei den Olympischen Spielen 1964

Ikuko Yoda (japanisch 依田 郁子 Yoda Ikuko, verheiratete Miyamaru, 宮丸; * 30. September 1938 in Nagano; † 14. Oktober 1983 in Tokio) war eine japanische Hürdenläuferin und Sprinterin.
1962 siegte sie bei den Asienspielen in Jakarta über 80 m Hürden und gewann Silber über 100 m.
Bei den Olympischen Spielen 1964 in Tokio wurde sie Fünfte über 80 m Hürden und schied im Vorlauf der 4-mal-100-Meter-Staffel aus.
Dreimal wurde sie Japanische Meisterin über 80 m Hürden (1960, 1961, 1963), zweimal über 100 m (1959, 1961) und einmal über 200 m (1958).
Im Alter von 45 Jahren beging sie Suizid.

## Persönliche Bestzeiten
- 100 m: 11,6 s, 21. April 1963, Tachikawa
- 80 m Hürden:
  - 10,72 s, 19. Oktober 1964, Tokio
  - handgestoppt: 10,6 s, 13. Oktober 1963, Tokio